# Indice polytropique
 (décembre 2022).
Si vous disposez d'ouvrages ou d'articles de référence ou si vous connaissez des sites web de qualité traitant du thème abordé ici, merci de compléter l'article en donnant les références utiles à sa vérifiabilité et en les liant à la section « Notes et références ».
En physique, l'indice polytropique, habituellement notée par la lettre n, est lié à l'exposant qui intervient dans l'équation d'état d'un polytrope, liant la pression P à la masse volumique μ d'une forme de matière par la relation
{\displaystyle P=\kappa \mu ^{1+{\frac {1}{n}}}},
κ étant une constante à préciser. La quantité 1 + 1/n est en général notée γ et est appelée indice adiabatique. 

## Interprétation physique
Plus l'indice polytropique est faible, plus la matière considérée est dure, ou rigide. Ceci se voit en calculant la variation relative de pression en fonction de la variation relative de densité, égale à
{\displaystyle {\frac {\delta P}{P}}=\left(1+{\frac {1}{n}}\right){\frac {\delta \mu }{\mu }}}.
Un matériau est dit dur s'il est difficile de faire varier son volume pour une surpression donnée, c'est-à-dire si la quantité
{\displaystyle {\frac {\delta P}{P}}{\frac {\mu }{\delta \mu }}}
est grande, quantité égale à l'indice adiabatique γ ici. La limite {\displaystyle \gamma =\infty }, soit n = 0, représente le cas d'un fluide incompressible. Autre conséquence de ceci, la vitesse du son dans le fluide, dont le carré est donné par le rapport des fluctuations de pression aux fluctuations de masse volumique, est donnée par
{\displaystyle c_{\rm {s}}={\sqrt {\frac {\delta P}{\delta \mu }}}={\sqrt {\gamma {\frac {P}{\mu }}}}}.
Pour une pression et une densité données, la vitesse du son est d'autant plus grande que l'indice polytropique est faible, conséquence de la rigidité du milieu.
En astrophysique, l'indice polytropique joue un rôle crucial dans la structuration d'un fluide polytropique autogravitant. En particulier, on montre que pour une valeur critique de l'indice polytropique, égale à 3, le fluide passe d'une configuration stable (pour {\displaystyle n<3}) à une configuration instable (pour {\displaystyle n>3}). Cette valeur critique joue un rôle crucial dans le mécanisme d'explosion de certains astres, donnant lieu à une supernova. Ce résultat se comprend qualitativement d'après la discussion précédente : plus l'indice polytropique est faible, plus le fluide est en mesure de supporter une variation de pression. Il n'est donc pas surprenant qu'en dessous d'une certaine valeur de l'indice polytropique, des instabilités apparaissent. L'équation de Lane-Emden, qui décrit la structure d'un polytrope soumis à l'action de son propre champ gravitationnel, permet de retrouver cette valeur critique de l'indice polytropique.